# عباس بیگدلی
عباس بیگدلی (زاده ۱۸ مرداد ۱۳۶۱) سیاستمدار اصولگرا ایرانی نماینده دوره دوازدهم مجلس شورای اسلامی از حوزه انتخابیه تاکستان است. وی جوان‌ترین نماینده شهرستان تاکستان در مجلس شورای اسلامی است.